# Aliatypus trophonius
Aliatypus trophonius is een spinnensoort uit de familie Antrodiaetidae. De soort komt voor in de Verenigde Staten.